# Oost-Aziatisch kampioenschap voetbal 2017
Het Oost-Aziatisch voetbalkampioenschap 2017 was een voetbaltoernooi voor nationale landenteams annex territoriumteams in de regio Oost-Azië en wordt georganiseerd door de Oost-Aziatische voetbalbond (EAFF, East Asian Football Federation). Zuid-Korea is de titelverdediger. Het hoofdtoernooi was van 9 tot en met 16 december 2017. In 2016 werden twee kwalificatierondes afgewerkt. Zuid-Korea won de finaleronde en werd daarmee voor de vierde keer kampioen van dit toernooi. Gastland Japan werd tweede.

## Deelnemende landen
De volgende tabel laat zien wanneer welke landen aan welke rondes meededen. 
| Eerste kwalificatieronde                                   | Tweede kwalificatieronde                                       | Eindronde                                                                                          |
| ---------------------------------------------------------- | -------------------------------------------------------------- | -------------------------------------------------------------------------------------------------- |
| - Chinees Taipei - Noordelijke Marianen - Macau - Mongolië | - Guam - Hongkong - Noord-Korea - winnaar 1e kwalificatieronde | - Japan (Gastland) - Zuid-Korea (Eerste 2015) - China (Tweede 2015) - winnaar 2e kwalificatieronde |

## Eerste kwalificatieronde
De eerste ronde in het kwalificatietoernooi wordt van 30 juni tot 4 juli 2016 gespeeld in Dededo, Guam.

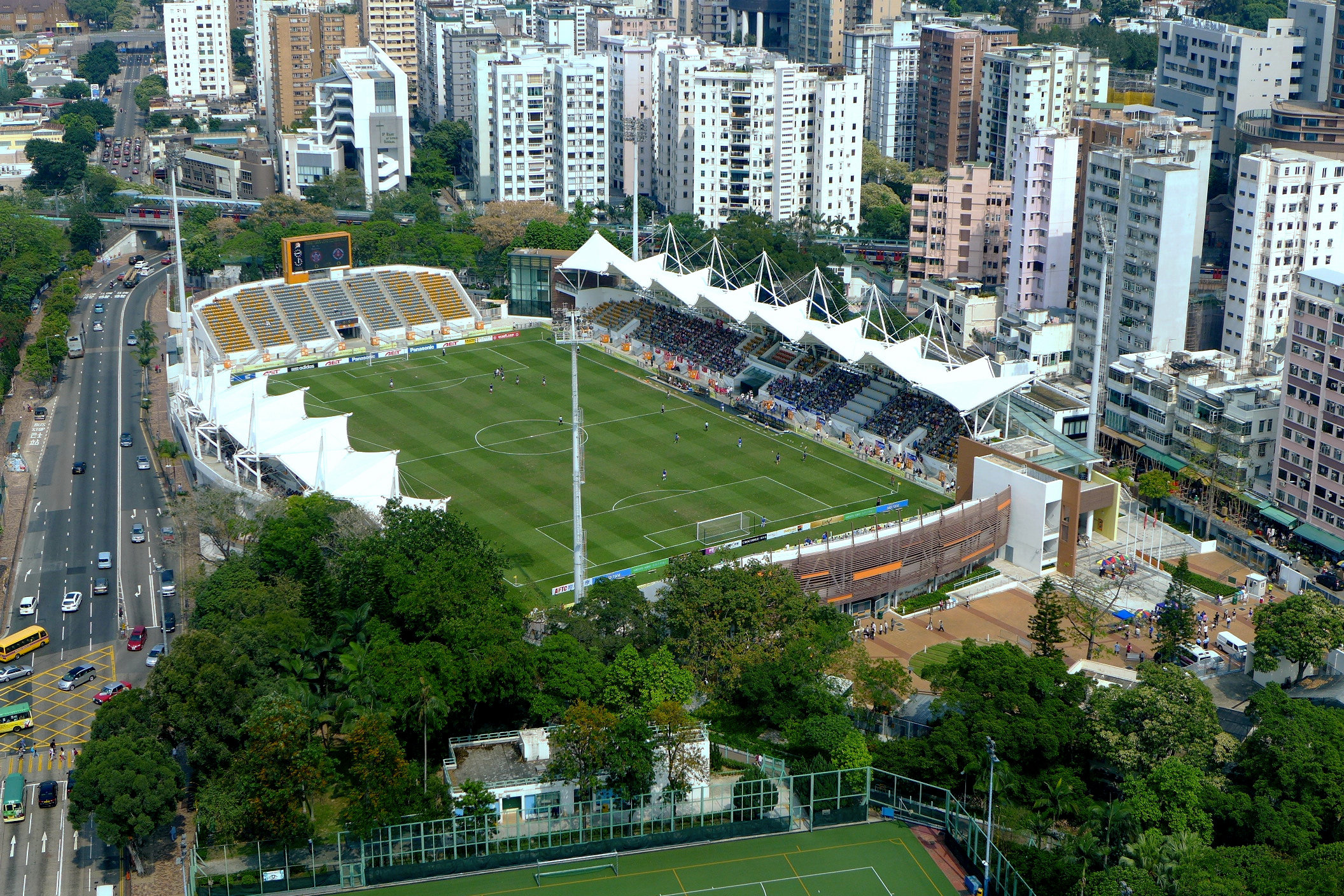
Mong Kok Stadion

| Team                 | GS | W | G | V | GV | GT | DS  | Ptn. |
| -------------------- | -- | - | - | - | -- | -- | --- | ---- |
| Chinees Taipei       | 3  | 3 | 0 | 0 | 13 | 3  | +10 | 9    |
| Mongolië             | 3  | 1 | 1 | 1 | 10 | 4  | +6  | 4    |
| Macau                | 3  | 1 | 1 | 1 | 7  | 6  | +1  | 4    |
| Noordelijke Marianen | 3  | 0 | 0 | 3 | 2  | 19 | –17 | 0    |

|                                                |                              |       |                                  |                                                                         |
| 30 juni 2016 «onderlinge duels» 14.30 (UTC+10) | Macau                        | 2 – 2 | Mongolië                         | GFA National Training Center, Dededo Scheidsrechter: Kim Woo-sung (KOR) |
| 30 juni 2016 «onderlinge duels» 14.30 (UTC+10) | Leong Ka Hang 37' Duarte 43' |       | 9' (pen.), 63' (pen.) Oyuunbatyn | GFA National Training Center, Dededo Scheidsrechter: Kim Woo-sung (KOR) |

|                             |                                                                                               |       |                      |                                                                              |
| 30 juni 2016 17.00 (UTC+10) | Chinees Taipei                                                                                | 8 – 1 | Noordelijke Marianen | GFA National Training Center, Dededo Scheidsrechter: Khash-Erdene Bold (MNG) |
| 30 juni 2016 17.00 (UTC+10) | Wu Chun-ching 30', 56' Chen Wei-chuan 36' Lin Chieh-hsun 40', 63', 81', 90+2' Chen Yi-wei 45' |       | 90' Schuler          | GFA National Training Center, Dededo Scheidsrechter: Khash-Erdene Bold (MNG) |

|                            |                      |       |                                   |                                                                            |
| 2 juli 2016 14.30 (UTC+10) | Noordelijke Marianen | 1 – 3 | Macau                             | GFA National Training Center, Dededo Scheidsrechter: Chen Hsin-Chuan (TPE) |
| 2 juli 2016 14.30 (UTC+10) | Griffin 11' (pen.)   |       | 10', 90+4' Lam Ka Seng 41' Duarte | GFA National Training Center, Dededo Scheidsrechter: Chen Hsin-Chuan (TPE) |

|                                               |          |                                     |                |                                                                         |
| 2 juli 2016 «onderlinge duels» 17.00 (UTC+10) | Mongolië | 0 – 2                               | Chinees Taipei | GFA National Training Center, Dededo Scheidsrechter: Takuto Okabe (JPN) |
| 2 juli 2016 «onderlinge duels» 17.00 (UTC+10) |          | 57' Lin Chieh-hsun 89' Lin Shih-kai |                | GFA National Training Center, Dededo Scheidsrechter: Takuto Okabe (JPN) |

|                            |                      | |          |                                                                         |
| 4 juli 2016 14.30 (UTC+10) | Noordelijke Marianen | 0 – 8                                                                                                 | Mongolië | GFA National Training Center, Dededo Scheidsrechter: Takuto Okabe (JPN) |
| 4 juli 2016 14.30 (UTC+10) |                      | 27' (pen.), 36' (pen.) Oyuunbatyn 39' Naranbold 45' Turbat 54', 55', 84' Mönkh-Erdeniin 79' Purevdorj |          | GFA National Training Center, Dededo Scheidsrechter: Takuto Okabe (JPN) |

|                                               |                                            |       |                            |                                                                         |
| 4 juli 2016 «onderlinge duels» 17.00 (UTC+10) | Chinees Taipei                             | 3 – 2 | Macau                      | GFA National Training Center, Dededo Scheidsrechter: Kim Woo-sung (KOR) |
| 4 juli 2016 «onderlinge duels» 17.00 (UTC+10) | Lin Chieh-hsun 36', 64' Tseng Chih-wei 88' |       | 7' Chan Man 77' Lei Ka Him | GFA National Training Center, Dededo Scheidsrechter: Kim Woo-sung (KOR) |

## Tweede kwalificatieronde
Chinees Taipei plaatst zich als winnaar van de eerste kwalificatieronde. De andere landen zijn direct geplaatst voor deze ronde. De tweede kwalificatieronde wordt gehouden in het Mong Kok Stadium in Hongkong van 6 tot 12 november 2016. Het land dat als eerste eindigt in deze poule gaat door naar het hoofdtoernooi.

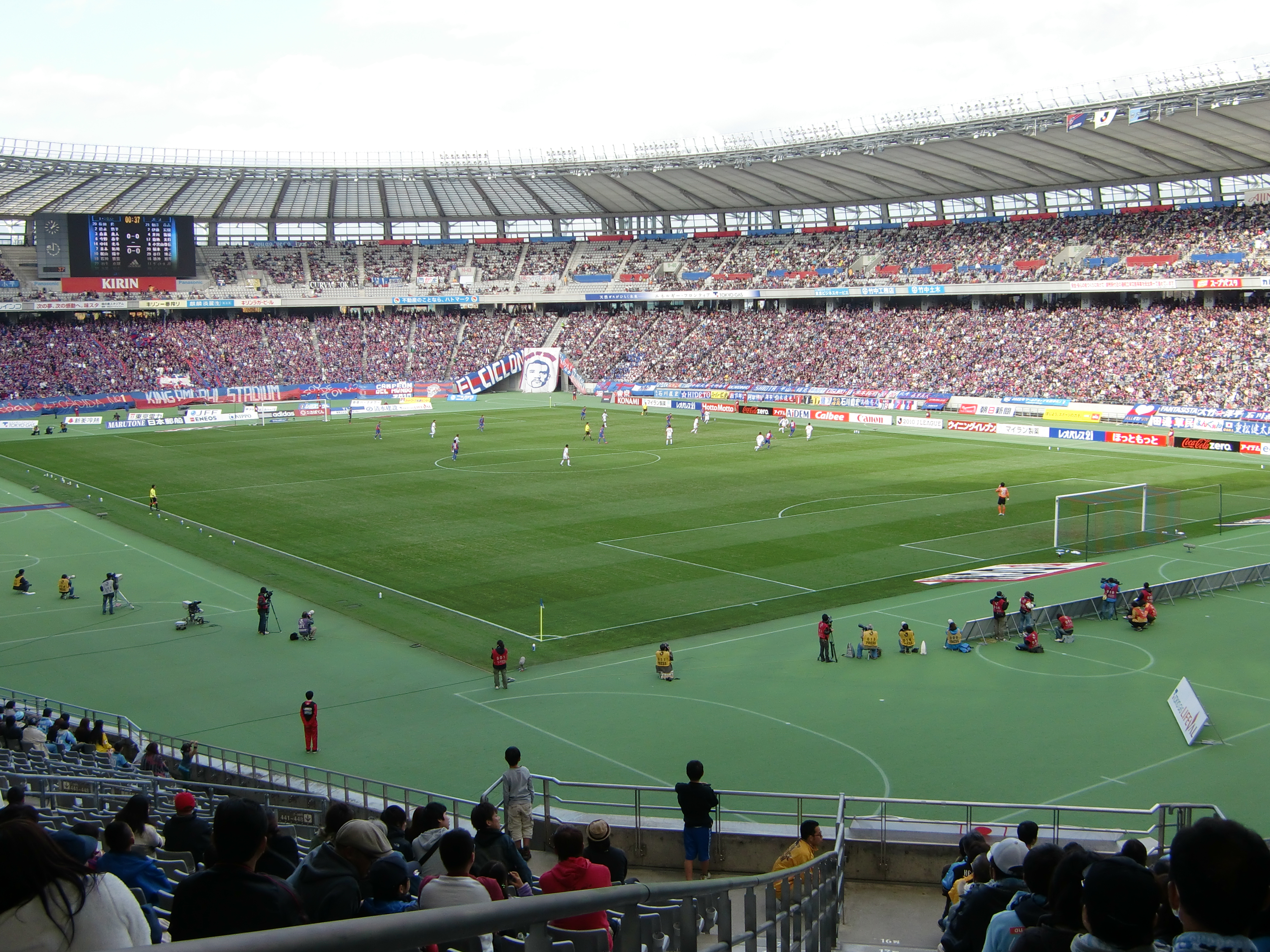
Ajinomotostadion, Tokio

| Team           | GS | W | G | V | GV | GT | DS | Pnt. |
| -------------- | -- | - | - | - | -- | -- | -- | ---- |
| Noord-Korea    | 3  | 3 | 0 | 0 | 5  | 0  | +5 | 9    |
| Hongkong       | 3  | 2 | 0 | 1 | 7  | 5  | +2 | 6    |
| Chinees Taipei | 3  | 1 | 0 | 1 | 4  | 6  | –2 | 3    |
| Guam           | 3  | 0 | 0 | 3 | 2  | 7  | –5 | 0    |

|                                                  |                                   |       |                |                                                            |
| 6 november 2016 «onderlinge duels» 15:00 (UTC+8) | Noord-Korea                       | 2 – 0 | Chinees Taipei | Mong Kokstadion, Hongkong Scheidsrechter: Pranjal Banerjee |
| 6 november 2016 «onderlinge duels» 15:00 (UTC+8) | Jong Il-gwan 16' Sim Hyon-jin 87' |       |                | Mong Kokstadion, Hongkong Scheidsrechter: Pranjal Banerjee |

|                                                  |                          |       |                          |                                                                           |
| 6 november 2016 «onderlinge duels» 18:00 (UTC+8) | Hongkong                 | 3 – 2 | Guam                     | Mong Kokstadion, Hongkong Toeschouwers: 3.299 Scheidsrechter: Võ Minh Trí |
| 6 november 2016 «onderlinge duels» 18:00 (UTC+8) | Alex 19', 66' Sandro 22' |       | Cunliffe 76' Malcolm 81' | Mong Kokstadion, Hongkong Toeschouwers: 3.299 Scheidsrechter: Võ Minh Trí |

|                                                  |      |                                    |             |                                                             |
| 9 november 2016 «onderlinge duels» 17:00 (UTC+8) | Guam | 0 – 2                              | Noord-Korea | Mong Kokstadion, Hongkong Scheidsrechter: Khash-Erdene Bold |
| 9 november 2016 «onderlinge duels» 17:00 (UTC+8) |      | So Hyon-uk 66' Pak Kwang-ryong 87' |             | Mong Kokstadion, Hongkong Scheidsrechter: Khash-Erdene Bold |

|                                                  |                         |       |                                    |                                                                       |
| 9 november 2016 «onderlinge duels» 20:00 (UTC+8) | Hongkong                | 4 – 2 | Chinees Taipei                     | Mong Kokstadion, Hongkong Toeschouwers: 3.354 Scheidsrechter: Wang Di |
| 9 november 2016 «onderlinge duels» 20:00 (UTC+8) | Alex 21', 48', 70', 71' |       | Chen Po-liang 62' Chen Chao-an 88' | Mong Kokstadion, Hongkong Toeschouwers: 3.354 Scheidsrechter: Wang Di |

|                                                   |                                      |       |      |                                                                  |
| 12 november 2016 «onderlinge duels» 15:00 (UTC+8) | Chinees Taipei                       | 2 – 0 | Guam | Mong Kokstadion, Hongkong Scheidsrechter: Tumenbayar Doljinsuren |
| 12 november 2016 «onderlinge duels» 15:00 (UTC+8) | Wu Chun-ching 26' Lin Chien-hsun 80' |       |      | Mong Kokstadion, Hongkong Scheidsrechter: Tumenbayar Doljinsuren |

|                                                   |          |                  |             |                                                                                |
| 12 november 2016 «onderlinge duels» 18:00 (UTC+8) | Hongkong | 0 – 1            | Noord-Korea | Mong Kokstadion, Hongkong Toeschouwers: 4.838 Scheidsrechter: Pranjal Banerjee |
| 12 november 2016 «onderlinge duels» 18:00 (UTC+8) |          | Jong Il-gwan 22' |             | Mong Kokstadion, Hongkong Toeschouwers: 4.838 Scheidsrechter: Pranjal Banerjee |

## Eindronde
De eindronde vond plaats in het Ajinomotostadion, dat ligt in de Japanse hoofdstad Tokio. De wedstrijden werden gespeeld van 9 tot en met 16 december. De winnaar van de groep is gelijk winnaar van het toernooi. Aan de eindronde deden 4 landen mee. Het gastland Japan, Zuid-Korea en China waren automatisch geplaatst. Zuid-Korea en China eindigden op het vorige toernooi op de eerste en tweede plaats. Noord-Korea kwalificeerde zich door het kwalificatietoernooi.
| Team        | GS | W | G | V | GV | GT | DS | Ptn. |
| ----------- | -- | - | - | - | -- | -- | -- | ---- |
| Zuid-Korea  | 3  | 2 | 1 | 0 | 7  | 3  | +4 | 7    |
| Japan       | 3  | 2 | 1 | 0 | 4  | 5  | –1 | 6    |
| China       | 3  | 0 | 2 | 1 | 4  | 5  | –1 | 2    |
| Noord-Korea | 3  | 0 | 1 | 2 | 1  | 3  | –2 | 1    |

|                                                  |                                    |       |                            |                                                                                   |
| 9 december 2017 «onderlinge duels» 16:30 (UTC+9) | Zuid-Korea                         | 2 – 2 | China                      | Ajinomotostadion, Tokio Toeschouwers: 9.103 Scheidsrechter: Khamis Al-Marri (QAT) |
| 9 december 2017 «onderlinge duels» 16:30 (UTC+9) | Kim Shin-wook 12' Lee Jae-sung 19' |       | Wei Shihao 9' Yu Dabao 76' | Ajinomotostadion, Tokio Toeschouwers: 9.103 Scheidsrechter: Khamis Al-Marri (QAT) |

|                                                  |                |       |             |                                                                                |
| 9 december 2017 «onderlinge duels» 19:15 (UTC+9) | Japan          | 1 – 0 | Noord-Korea | Ajinomotostadion, Tokio Toeschouwers: 20.806 Scheidsrechter: Chris Beath (AUS) |
| 9 december 2017 «onderlinge duels» 19:15 (UTC+9) | Ideguchi 90+3' |       |             | Ajinomotostadion, Tokio Toeschouwers: 20.806 Scheidsrechter: Chris Beath (AUS) |

|                                                   |             |                         |            |                                                                                          |
| 12 december 2017 «onderlinge duels» 16:30 (UTC+9) | Noord-Korea | 0 – 1                   | Zuid-Korea | Ajinomotostadion, Tokio Toeschouwers: 5.477 Scheidsrechter: Hettikamkanamge Perera (SRI) |
| 12 december 2017 «onderlinge duels» 16:30 (UTC+9) |             | Ri Yong-chol 64' (e.d.) |            | Ajinomotostadion, Tokio Toeschouwers: 5.477 Scheidsrechter: Hettikamkanamge Perera (SRI) |

|                                                   |                         |       |                       |                                                                                  |
| 12 december 2017 «onderlinge duels» 19:15 (UTC+9) | Japan                   | 2 – 1 | China                 | Ajinomotostadion, Tokio Toeschouwers: 17.220 Scheidsrechter: Muhammad Taqi (SIN) |
| 12 december 2017 «onderlinge duels» 19:15 (UTC+9) | Kobayashi 84' Shoji 88' |       | Yu Dabao 90+3' (pen.) | Ajinomotostadion, Tokio Toeschouwers: 17.220 Scheidsrechter: Muhammad Taqi (SIN) |

|                                                   |                |       |                  |                                                                                       |
| 16 december 2017 «onderlinge duels» 16:30 (UTC+9) | China          | 1 – 1 | Noord-Korea      | Ajinomotostadion, Tokio Toeschouwers: 18.272 Scheidsrechter: Valentin Kovalenko (UZB) |
| 16 december 2017 «onderlinge duels» 16:30 (UTC+9) | Wei Shihao 28' |       | Jong Il-gwan 81' | Ajinomotostadion, Tokio Toeschouwers: 18.272 Scheidsrechter: Valentin Kovalenko (UZB) |

|                                                   |                     |       |                                                           |                                                                                |
| 16 december 2017 «onderlinge duels» 19:15 (UTC+9) | Japan               | 1 – 4 | Zuid-Korea                                                | Ajinomotostadion, Tokio Toeschouwers: 36.645 Scheidsrechter: Chris Beath (AUS) |
| 16 december 2017 «onderlinge duels» 19:15 (UTC+9) | Kobayashi 3' (pen.) |       | Kim Shin-wook 13', 35' Jung Woo-young 23' Yeom Ki-hun 69' | Ajinomotostadion, Tokio Toeschouwers: 36.645 Scheidsrechter: Chris Beath (AUS) |

| Oost-Aziatisch kampioenschap Winnaar 2017 |
| ----------------------------------------- |
| ZUID-KOREA 4e titel                       |

## Toernooiranglijst
| Plaats                   | Land                 | Ronde | GW | Win | Gel | Ver | DV | DT  | +/− | Pnt |
| ------------------------ | -------------------- | ----- | -- | --- | --- | --- | -- | --- | --- | --- |
| Eindronde                |                      |       |    |     |     |     |    |     |     |     |
| 1                        | Zuid-Korea           |       | 3  | 2   | 1   | 0   | 7  | 3   | +4  | 7   |
| 2                        | Japan                | 3     | 2  | 1   | 0   | 4   | 5  | –1  | 6   |     |
| 3                        | China                | 3     | 0  | 2   | 1   | 4   | 5  | –1  | 2   |     |
| 4                        | Noord-Korea          | 6     | 3  | 1   | 2   | 6   | 3  | +3  | 10  |     |
| Tweede kwalificatieronde |                      |       |    |     |     |     |    |     |     |     |
| 5                        | Hongkong             |       | 3  | 2   | 0   | 1   | 7  | 5   | +2  | 6   |
| 6                        | Chinees Taipei       | 6     | 4  | 0   | 1   | 15  | 10 | +5  | 12  |     |
| 7                        | Guam                 | 3     | 0  | 0   | 3   | 2   | 7  | –5  | 0   |     |
| Eerste kwalificatieronde |                      |       |    |     |     |     |    |     |     |     |
| 8                        | Mongolië             |       | 3  | 1   | 1   | 1   | 10 | 4   | +6  | 4   |
| 9                        | Macau                | 3     | 1  | 1   | 1   | 7   | 6  | +1  | 4   |     |
| 10                       | Noordelijke Marianen | 3     | 0  | 0   | 3   | 2   | 19 | –17 | 0   |     |